# Gráinne (ciclo feniano)
Gráinne è la figlia di Cormac mac Airt nel ciclo feniano della mitologia irlandese. È una delle figure centrali nel testo medio irlandese Finn e Gráinne e, soprattutto, nel racconto del XVII secolo The Pursuit of Diarmuid and Gráinne, che racconta il suo fidanzamento con Fionn mac Cumhaill, leader dei Fianna e la sua successiva fuga con il guerriero di Fionn Diarmuid Ua Duibhne.

## Storia
In The Pursuit of Diarmuid and Gráinne, Gráinne è stata promessa in matrimonio all'ormai anziano Fionn ma, respinta dalla sua età, inizia un rapporto con Diarmuid alla loro festa di fidanzamento. Dapprima lui la rifiuta, per lealtà verso Fionn, ma lei pone un geis su di lui, per costringerlo a scappare con lei. La loro lunga fuga da Fionn è aiutata dal padre adottivo di Diarmuid, Aengus Óg. Alla fine, Fionn perdona Diarmuid dopo che Aengus intercede per loro; la coppia si stabilisce nel Kerry e produce cinque figli. Anni dopo Diarmuid viene ferito da un cinghiale mentre caccia con Fionn, che si ferma a curarlo fino a quando non è troppo tardi; i testi variano sulle azioni successive di Gráinne. In alcune versioni, ella piange il marito finché non muore; in altre, giura che i suoi figli vendicheranno la morte del padre su Fionn. In altri ancora, perdona Fionn o addirittura lo sposa.
Secondo lo storico Peter Berresford Ellis, "[Fionn Mac Cumhail] ha avuto molti amori durante la sua carriera, ma nessuno è meglio conosciuto del suo amore non corrisposto per Gráinne. Era anziano quando [il Re Supremo] Cormac Mac Airt gli diede sua figlia Gráinne in matrimonio. Ma prima della cerimonia, Gráinne fugge con uno dei guerrieri di Fionn, Diarmuid Ua Duibhne. "The Pursuit of Diarmuid and Gráinne" è una delle storie d'amore classiche e un'importante epopea del ciclo feniano. " Ellis continua a notare: "Il personaggio di Gráinne è sempre disegnato con coerenza nei miti. È una persona superficiale, intenzionale, spietata e passionale, e ciò che in termini moderni sarebbe descritto come un nevrotico."
La storia di Gráinne e Diarmuid è uno dei numerosi esempi della mitologia irlandese di un triangolo amoroso tra un giovane, una giovane donna e un corteggiatore anziano, con l'altro caso più famoso tra Naoise, Deirdre e Conchobar mac Nessa nel ciclo dell'Ulster. Lo stesso tema si presenta anche in altre culture, in particolare nella leggenda arturiana. The Pursuit of Diarmuid e Gráinne condivide una serie di somiglianze con la storia di Tristano e Isotta, e in una certa misura la relazione amorosa di Lancillotto e Ginevra.

## Nella cultura di massa
- La LÉ Grainne (CM10), una dragamine del servizio navale irlandese (ora dismessa), prese il nome da Gráinne.
- Un cratere sulla superficie di Europa prende il nome da Gráinne.